# Cushingov sindrom
Cushingov sindrom je bolezen, ki nastane zaradi dolgotrajnega zdravljenja s kortikosteroidi ali zaradi tumorja v nadledvični žlezi, ki izloča kortikosteroide, ali ektopičnega tumorja, ki izloča kortikotropin. Kadar je vzrok hiperkorticizem zaradi hipersekrecije kortikotropina iz bazofilnega adenoma hipofize (možganskega priveska), govorimo o Cushingovi bolezni.
Cushingov sindrom je prvi leta 1932 opisal Harvey Cushing.

## Etiologija
Najpogostejši je iatrogeni Cushingov sindrom, ki nastane zaradi uživanja visokih odmerkov glukokortikoidov pri zdravljenju
raznih bolezni. Endogeni Cushingov sindrom pa je endokrina bolezen, ki jo v 80 % povzroča čezmerno izločanje kortikotropina (ACTH), zlasti zaradi kortikotropnega adenoma hipofize (t. i. Cushingova bolezen), redkeje pa zaradi tumorja izven hipofize (sindrom ektopične sekrecije kortikotropina) ali zelo redko zaradi ektopičnega tumorja, ki izloča kortikotropin sproščajoči hormon. V 20 % primerov gre za od kortikotropina neodvisni Cushingov sindrom, ki je največkrat posledica tumorja nadledvičnice ali redkeje nodularne bolezni nadledvičnice, makronodularne hiperplazije nadledvičnice ali McCune–Albrightovega sindroma.

## Znaki in simptomi
Značilni simptomi in znaki so sredotežna porazdelitev maščevja, okrogloličnost, povečanje telesne teže, utrudljivost in mišična šibkost, povišan krvni tlak, hirzuitizem, amenoreja pri ženskah, kožne strije, osebnostne spremembe, krvavitve v kožo, edem, redkeje poliurija in polidipsija, močna osteoporoza in sladkorna bolezen. Med laboratorijskimi izvidi izstopa hipokalijemija.